# Karel Lavička
Karel Lavička (15. říjen 1909 Šindlovy Dvory – 8. říjen 1942 Mnichov) byl truhlář, sportovec, tramp, instruktor mládeže a člen komunistické strany. Popravený člen protinacistického odboje.

## Život
Narodil se v obci Šindlovy Dvory u Českých Budějovic 15. října 1909. Otec zedník, matka v domácnosti, pocházel ze šesti dětí. Obecnou školu vychodil v obci. Do měšťanky jezdil na kole do Nové ulice v Českých Budějovicích. Vyučil se truhlářem. Hodně sportoval, jezdil na kole, stal se členem komunistické mládeže a ve dvaceti jedna letech vstoupil do komunistické strany. Jako voják sloužil u cyklistického praporu.
V době hospodářské krize, ve třicátých letech dvacátého století, přišel o práci a více se věnoval politickým mítinkům a organizování protestů; při průvodu 1. května 1930 hovořil, společně se senátorem Bohumilem Kindlem, na manifestaci v Českých Budějovicích. Také byl účastníkem trampského hnutí a jako šerif Osady kamarádů pořádal potlachy na chatě pod Klukem. Trampové vedli pomyslnou válku s „mastňáky“ a hnutí bylo pronásledováno.
Jako známá osobnost komunistického hnutí byl stále sledován a hledán. I dům v Šindlových Dvorech byl často prohledáván četníky, kteří hledali tiskoviny a letáky. Postupně se stal tajemníkem komunistické strany a byl posílán nejen do míst po celém českobudějovickém kraji, ale i do jiných okresů, např. v polovině třicátých let působil v Hradci Králové.
Po okupaci Československa v roce 1939 se Karel Lavička stal instruktorem komunistického protinacistického odboje pro organizace na Českobudějovicku. Po zákazu a zrušení komunistické strany pracoval v ilegalitě, vytvářel tzv. trojice, které na sebe navazovaly a neznaly přesné kontakty na další členy odboje. Sám vytvořil trojku s Petrem Traplem z obce Lipí a Josefem Bícou. Rozdávali letáky, vybírali peníze pro rodiny zatčených. V roce 1941 byli gestapem v Českých Budějovicích zatčeni.

### Zatčení a smrt
Po výsleších na gestapu v Českých Budějovicích byl Karel Lavička a ostatní zatčení deportováni do Malé pevnosti Terezín a odtud do Bavorska do Mnichova. Karel Lavička nejdříve do věznice Kornelius a následně do věznice Stadelheim, kde potřebovali truhláře. Stadelheim patřila mezi nejtvrdší věznice v nacistické Říši.
17. července 1942 proběhl ve věznici soud, který Karla Lavičku, Štěpána Keri, Karla Šatala a Josefa Cikánka odsoudil k trestu smrti. Ostatní zatčení ze stejné skupiny byli odsouzeni k několika letům tvrdého žaláře. Žádost o milost pro Karla Lavičku byla 10. října 1942 zamítnuta. Karel Lavička byl v mnichovské věznici veden v knize odsouzenců pod číslem 58 a ve věznici Stadelheim popraven gilotinou 8. října 1942 v 17.55 hod. Ve vyhlášce o popravě bylo uvedeno, že Karel Lavička a Karel Šatal byli pro přípravu k velezradě odsouzeni k smrti, popraveni a odsouzeni k trvalé ztrátě občanských čestných práv.
V roce 2020 byla v Mnichově v blízkosti vchodu do věznice Stadelheim odhalena soustava tří informačních kovových panelů připomínajících vězně popravené zde nacisty v letech 1934–1945.

## Připomínky
V sedmdesátých letech dvacátého století se několikrát konal sportovní memoriál pro mládež pojmenovaný po Karlu Lavičkovi se zahájením i ukončením v obci Šindlovy Dvory. Memoriál organizovala základní organizace Svazarm Šindlovy Dvory a okresní rada masových branných sportů Svazarmu pod patronací Okresního výboru Svazu protifašistických bojovníků a Místního národního výboru Litvínovice.
V Českých Budějovicích je v části Rožnov ulice Karla Lavičky.
V Šindlových Dvorech byl postaven u hlavní silnice za návsí pomník z neopracovaného kamene s fotografií Karla Lavičky. Evidenční číslo VH: CZE3102-10994.

## Galerie

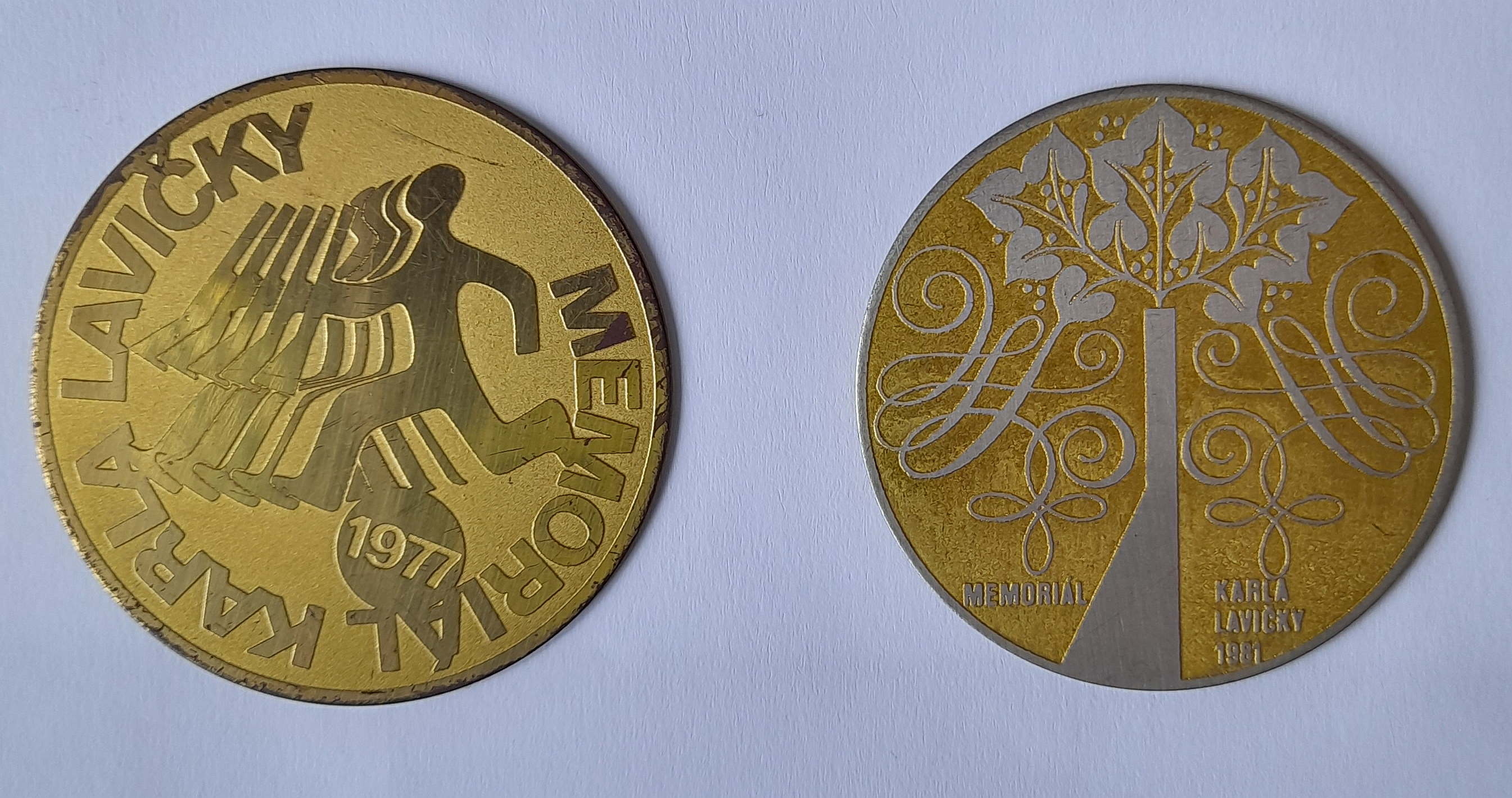
Plaketa memoriálu 1977
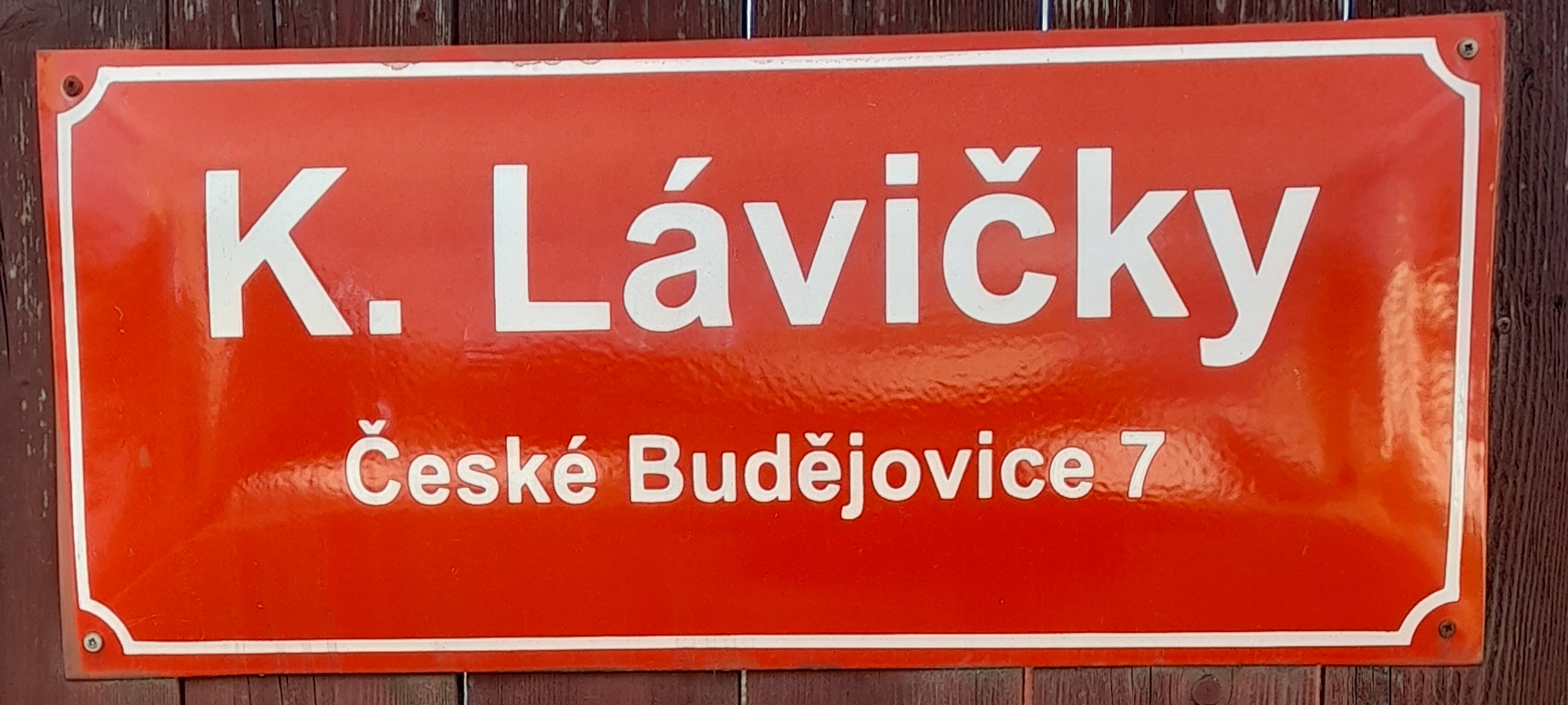
Chybné značení ulice v Rožnově
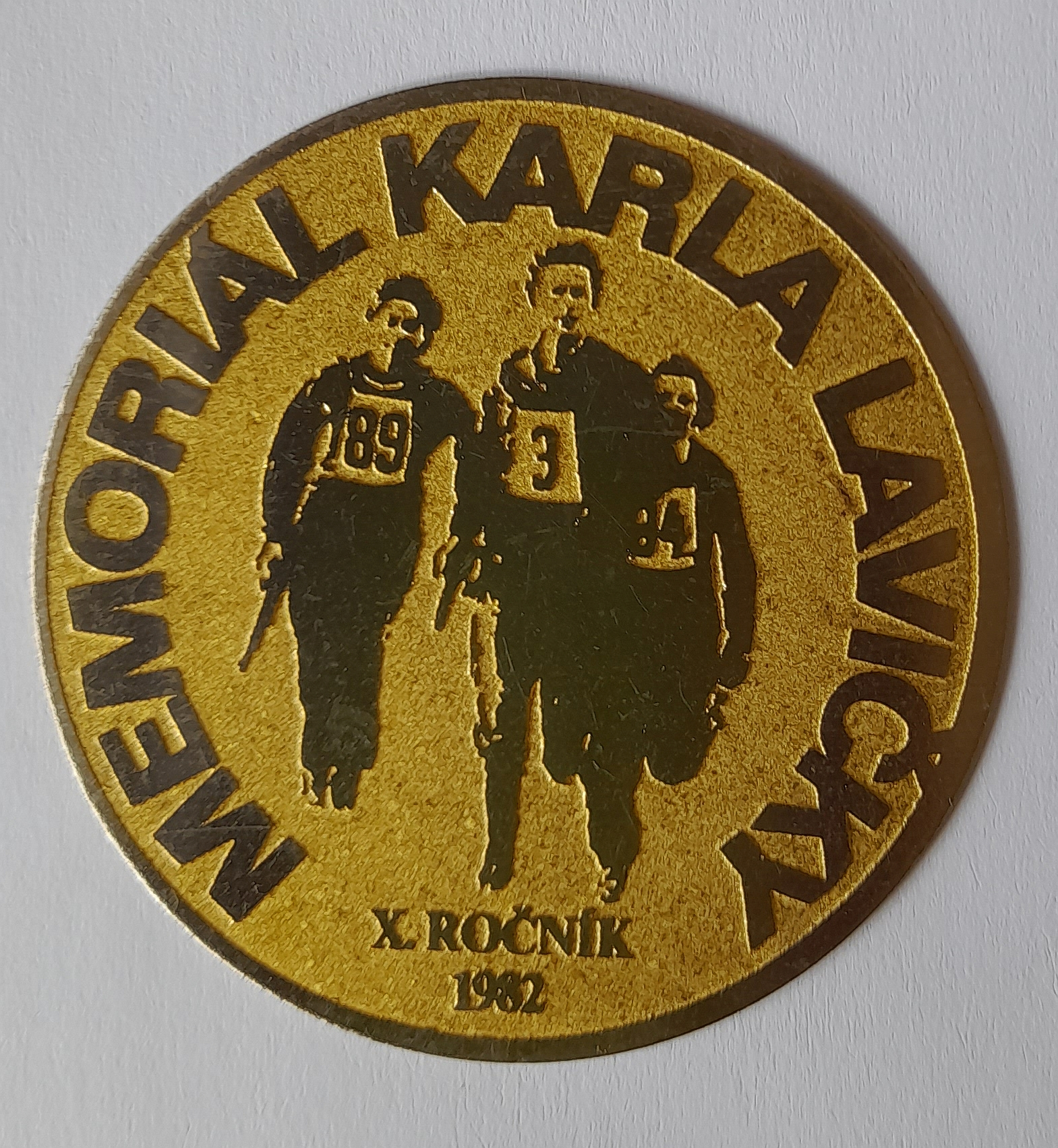
Plaketa memoriálu 1982